# Tottenham Hotspur FC (Superleague Formula)
Tottenham Hotspur FC is een Brits racingteam dat deelneemt aan de Superleague Formula. Het team is gebaseerd op de voetbalclub Tottenham Hotspur FC dat deelneemt aan de Premier League.

## 2008
In 2008 werd Tottenham Hotspur elfde in het kampioenschap. De Brit Duncan Tappy was de coureur voor alle rondes, behalve Estoril waar landgenoot Dominik Jackson reed. Het beste resultaat van het team was een tweede plaats op Zolder. GTA Motor Competición runde het team in 2008.

## 2009
Voormalig Anderlecht-coureur Craig Dolby reed in 2009 voor Tottenham. Op Zolder behaalde de Brit de eerste overwinning van het team. Verder behaalde hij nog podiumplaatsen op Magny-Cours, Monza en Jarama. Mede hierdoor eindigde het team, waarvan Alan Docking Racing de constructeur was, op een tweede plaats in het kampioenschap, achter landgenoot Liverpool.

## 2010
Dolby was in 2010 opnieuw de coureur van de Spurs, Alan Docking Racing nog steeds de constructeur. De eerste ronde op Silverstone behaalde hij meteen een overwinning, en won hij ook de Super Final.
Actief in 2011: RSC Anderlecht · Atlético Madrid · Team Australië · Team Brazilië · Team China · Team Engeland · Galatasaray SK · Girondins de Bordeaux · Team Japan · Team Luxemburg · Team Nederland · Team Nieuw-Zeeland · PSV Eindhoven · Team Rusland · Sparta Praag · Team Zuid-Korea
Niet actief: Al Ain FC · FC Basel · Beijing Guoan · Borussia Dortmund · SC Corinthians Paulista · Clube de Regatas do Flamengo · Liverpool FC · FC Midtjylland · AC Milan · Olympiakos Piraeus · Olympique Lyonnais · FC Porto · Glasgow Rangers · AS Roma · Sevilla FC · Sporting Clube de Portugal · Tottenham Hotspur FC